# مدرسه سلوکیه-تیسفون
مدرسه سلوکیه-تیسفون (انگلیسی: School of Seleucia-Ctesiphon) (گاهی مدرسه سلوکیه) یک مدرسه الهیات کلیسای مشرق بود که در نیمه غربی شهر سلوکیه-تیسفون (مدائن) در ساحل راست دجله واقع شده بود. این یک مدرسه مسیحی مستقل بود که به هیچ کلیسا یا صومعه خاصی وابسته نبود.